# Eduard Florens Rivinus
Eduard Florens Rivinus (* 30. Dezember 1801 in Düben; † 14. Februar 1873 auf den  Hyérischen Inseln) war ein deutsch-amerikanischer Arzt und Autor.

## Leben
Er war ein Sohn des Advokaten sowie Amtsinspektors in Düben und Eilenburg Johann Friedrich Christoph R. (1774–1808) und von Johanna Friederike geb. Eckert aus Eilenburg. Trotz des frühen Todes des Vaters und weiterer vorhandener Geschwister konnte Rivinus auf Grund des Wohlstandes der Familie in Leipzig Medizin studieren, nachdem er wegen seiner öffentlich kund getanen liberalen Anschauungen vom Gymnasium in Meißen verwiesen und seine Schulzeit auf einem Gymnasium in Leipzig beendet hatte. Während seines Studiums wurde er 1822 Mitglied der Alten Leipziger Burschenschaft. Er gehörte auch dem Jünglingsbund an. Er wurde von den Behörden wegen dieser Mitgliedschaften verhört und gab sein Studium infolgedessen auf. Er begab sich auf Reisen durch Norddeutschland und Dänemark und 1823 durch England, wo er botanische Forschungen durchführte. Im Sommer 1824 wanderte in die USA aus, nach Philadelphia und später nach Germantown. Er setzte sein Medizinstudium an der Universität von Pennsylvania und im Privatunterricht fort und wurde 1830 zum Dr. med. promoviert. Er arbeitete als Hausarzt des Armenspitals in Philadelphia und dann als praktischer Arzt in den Northern Liberties von Philadelphia. 1832 war er einer der Gründer des Cholera-Hospitals in Philadelphia. Er ehelichte Elise Caldwell, die Tochter eines amerikanischen Kongressabgeordneten. Bedingt durch diesen Kontakt wurde Rivinus 1837 zum Konsul der Vereinigten Staaten in Dresden ernannt. Er war Mitorganisator des „Girard Kollegiums“ in Philadelphia, ab 1839 in Washington und ab 1841 als praktischer Arzt in West Chester.
Über seine Reisen nach England und den USA fertigte er realistische Berichte an. 1832 verfasste er den Katalog des Philadelphiaer Hospitals und übersetzte unter anderem die „Phiyiologie“ von Friedrich Tiedemann ins Englische. 1856 gab er seine ärztliche Praxis auf und zog nach Germantown, wo er sich ganz seinen Forschungen widmete. Er war Mitglied der Amerikanischen Philosophischen Gesellschaft und der Historischen Gesellschaft von Pennsyvania sowie Mitglied und Vizepräsident der American Colonization Society. Er war auch Mitglied der Botanischen Gesellschaft von Philadelphia. Von 1861 bis 1863 war er auf Reisen in Deutschland, Frankreich und Italien und starb während seines Besuchs im Badeort Hyéres. 1873 veranstaltete die American Colonization Society ihm zu Ehren eine Gedenkfeier.

## Werke
- Historisch-statistische Darstellung des nördlichen Englands nebst vergleichenden Bemerkungen auf einer Reise durch die südwestlichen Grafschaften, in Briefen (1824).
- Atlantis; Journal des Neuesten und Wissenswürdigsten aus dem Gebiete der Politik, Geschichte, Geographie, Statistik, Culturgeschichte und Literatur der nord- und südamerikanischen Reiche mit Einschluss des westindischen Archipelagus (Herausgeber und Mitautor ab 1826/27).
- Catalogue of the medical library of the Philadelphia Alms-house : prepared agreeably to a resolution of the Board of Managers (1831).
- On the operation of physical causes upon the constitution, the health, and diseases of man (Dissertation in Philadelphia, 1831)